# 何塞·祖鲁埃塔
何塞·克勒门特·祖鲁埃塔（英語：Jose Clemente Zulueta，1889年11月23日—1972年12月6日），是菲律宾的律师、政治家，曾担任菲律宾众议院议长、菲律宾参议院议长。